# Volcán de Enmedio
El Volcán de Enmedio es un volcán submarino situado entre las islas de Tenerife y Gran Canaria en el archipiélago canario (España). Este volcán tiene tres kilómetros de base y está situado a 2100 metros de profundidad.

## Características
Se encuentra en las coordenadas 28º05′24”N y 16º10′1.4”O en la zona conocida como canal Anaga-Agaete entre las islas de Tenerife y Gran Canaria. La distancia a la que se encuentra de ambas islas es 25,47 kilómetros de Tenerife y 36,2 de Gran Canaria. Por lo que está ligeramente más cercano a la isla de Tenerife.
La base del Volcán de Enmedio es extraordinariamente grande, de hecho se estima que en ella cabrían 539 campos de fútbol. Es un edificio volcánico que presenta un rango de profundidades de 1630 metros en su cima y de 2100 metros en su base, con una altura máxima de 470 metros.
El Volcán de Enmedio produjo el movimiento sísmico o terremoto que tuvo lugar en mayo de 1989 y fue sentido por la población de la isla de Tenerife. Este tuvo una intensidad 5 en la escala Richter y su epicentro se localizó en esta zona. El volcán fue cartografiado a finales de los años 90 por el Instituto Español de Oceanografía (IEO). El 20 de febrero de 2022 se produjo un sismo de una magnitud de 3,7.
En las profundidades, cerca del volcán existe además una falla de aproximadamente 35 kilómetros.